# Georg Pfahler

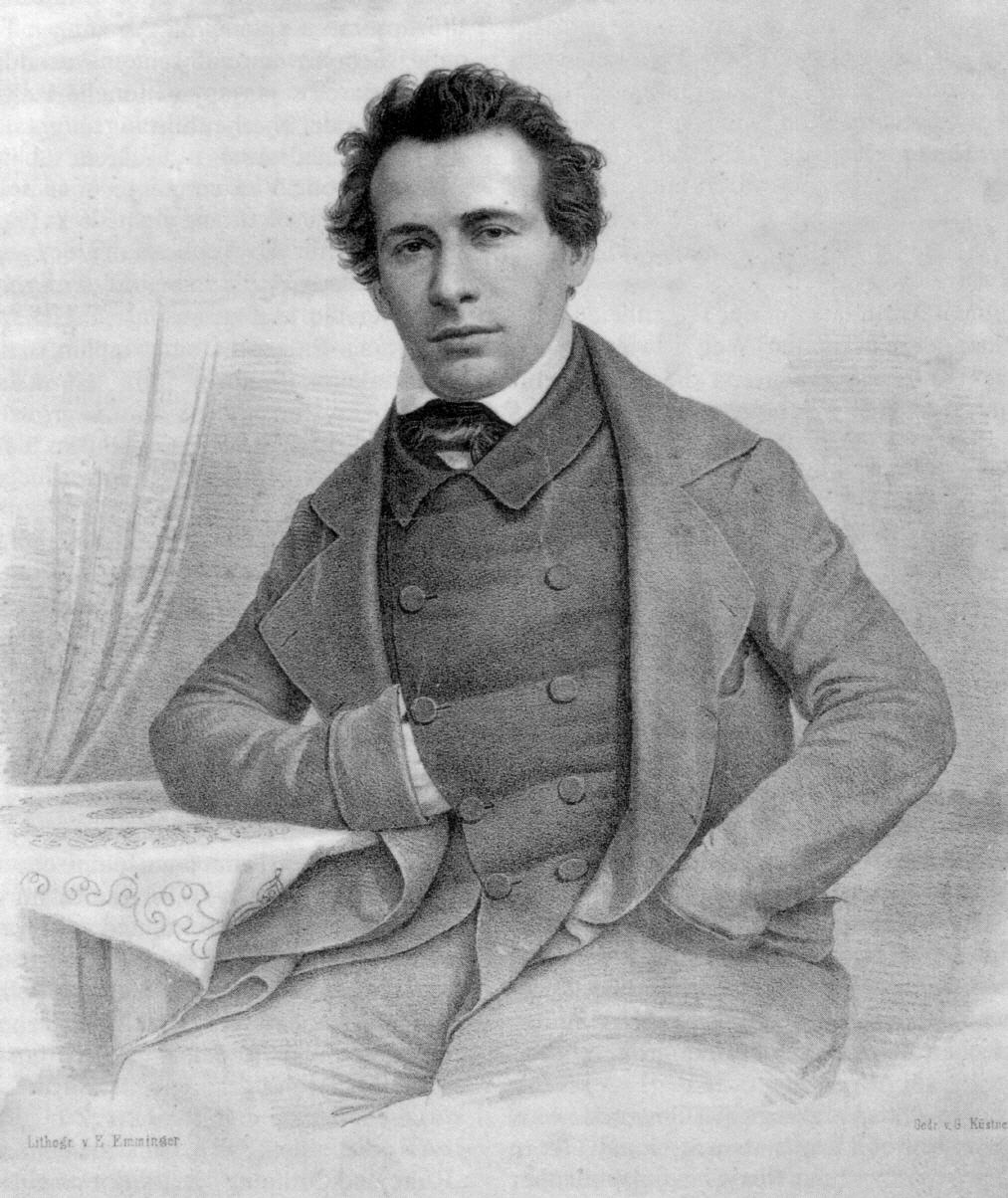
Johann Georg Pfahler

Johann Georg Pfahler (* 2. März 1817 in Mergentheim; † 9. März 1889 in Ravensburg) war ein deutscher katholischer Priester und demokratischer Politiker.

## Leben
Sein Vater war Korporal. Zwischen 1836 und 1841 studierte er katholische Religion in Tübingen und am Priesterseminar in Rottenburg. Im Jahr 1841 wurde er zum Priester geweiht. In Tettnang war er von 1842 bis 1849 Verwalter der Präzeptoratskaplanei. Danach war bis 1851  Präzeptoratskaplan. Gleichzeitig war er zwischen 1842 und 1851 auch Lehrer an der örtlichen Lateinschule. Zwischen 1851 und 1856 war Pfahler Kaplan in Ellwangen und von 1856 bis 1886 Pfarrer in Erolzheim. Seine letzten Jahre verbrachte er im Pflegeheim „St. Josephus“ in Ravensburg.
Kurz nach dem Beginn der Märzrevolution trat er auf einer Volksversammlung als Redner auf. Zwischen Oktober 1848 und 1850 war er erster Vorsitzender der Turngemeinde in Tettnang. Als Vertreter des Wahlkreises Ravensburg war Pfahler vom 18. Mai 1848 bis zum 18. Juni 1849 Mitglied der Frankfurter Nationalversammlung beziehungsweise des Stuttgarter Rumpfparlaments, dort gehörte er der radikaldemokratischen Fraktion Deutscher Hof an. Er war auch Mitglied im Centralmärzverein und im Katholischen Club. Er gehörte 1849 und 1850 auch den Württembergischen Landständen an. In einem Strafverfahren wegen seiner politischen Betätigung wurde er 1851 freigesprochen.
Er war Verfasser verschiedener historischer und theologischer Schriften.

## Schriften
- Historische Skizzen, für Freunde der Geschichte, insbesondere für die studierende Jugend bearbeitet
  - 1. Konstantin der Große, 1846 (Digitalisat)
  - 2. Der erste Kreuzzug, 1846 (Digitalisat; 2. Auflage 1868: Digitalisat), (Digitalisat)
  - 3. Julian, der Abtrünnige, 1847 (Digitalisat)
- Rede nach der Enthauptung des Raubmörders Joseph Frei von Gmünd, 1848 (Digitalisat)
- Handbuch deutscher Alterthümer, 1860 (Digitalisat)
- Geschichte der Deutschen von den ältesten Zeiten bis auf unsere Tage, 1. Band, 1861 (Digitalisat)
- St. Bonifacius und seine Zeit, 1880[1]
- Die Bonifatianische Briefsammlung, chronologisch geordnet und nach ihrem wesentlichen Inhalt mitgetheilt, 1882